# Baryconus pacificus
Baryconus pacificus är en stekelart som först beskrevs av William Harris Ashmead 1905.  Baryconus pacificus ingår i släktet Baryconus och familjen Scelionidae. Inga underarter finns listade.